# Dodge and Burn
Albums de The Dead Weather
Sea of Cowards
(2010)
Singles
1. Open Up (That's Enough)
Sortie : 14 janvier 2014
2. Buzzkill(er)
Sortie : 4 novembre 2014
3. I Feel Love (Every Million Miles)
Sortie : 17 août 2015
4. Impossible Winner
Sortie : 2016

Dodge and Burn est le troisième album studio  du groupe américain de rock alternatif The Dead Weather, produit par Jack White et publié le 25 septembre 2015 par le label Third Man Records.

## Liste des chansons
| No  | Titre                             | Auteur                          | Durée |
| --- | --------------------------------- | ------------------------------- | ----- |
| 1.  | I Feel Love (Every Million Miles) | Fertita/Mosshart                | 3:16  |
| 2.  | Buzzkill(er)                      | Fertita/Mosshart                | 3:08  |
| 3.  | Let Me Through                    | Lawrence/Mosshart/White         | 4:17  |
| 4.  | Three Dollar Hat                  | Fertita/Lawrence/Mosshart/White | 3:23  |
| 5.  | Lose The Right                    | Fertita/Lawrence/Mosshart/White | 3:18  |
| 6.  | Rough Detective                   | Fertita/Mosshart/White          | 3:03  |
| 7.  | Open Up                           | Mosshart/White                  | 3:50  |
| 8.  | Be Still                          | Fertita/Lawrence/Mosshart/White | 2:48  |
| 9.  | Mile Markers                      | Fertita/Lawrence/Mosshart/White | 3:46  |
| 10. | Cop and Go                        | Fertita/Mosshart/White          | 4:07  |
| 11. | Too Bad                           | Fertita/Mosshart                | 3:47  |
| 12. | Impossible Winner                 | Mosshart                        | 4:00  |